# Liste der Landeswasserstraßen in Brandenburg
Die Liste der Landeswasserstraßen in Brandenburg nennt alle Wasserstraßen, deren Last das Land Brandenburg zu tragen hat.

## Zuständigkeit
Zuständig ist die obere Verkehrsbehörde im Landesamt für Bauen und Verkehr (LBV). Grundlage ist in der Regel das jeweilige Landeswassergesetz. Ergänzend gilt für die Schifffahrt die Landesschifffahrtsverordnung (LSchiffV).

## Strecken
| Wasserstraße                                                                                         | von km | bis km | Klasse |
| --- | ------ | ------ | ------ |
| Amtmannkanal                                                                                         |        |        | D      |
| Untersee bei Kyritz                                                                                  |        |        | B      |
| Dahme-Umflutkanal mit Köthener See (Märkisch Buchholz bis Spree)                                     |        |        | C      |
| Dahme-Wasserstraße mit Streganzer See bis Schleuse Prieros                                           |        |        | B      |
| Dahme-Wasserstraße ab Schleuse Prieros bis Auslauf Teupitzer Gewässer                                |        |        | A      |
| Emster Gewässer mit Netzener See, Emster Kanal, Rietzer See                                          |        |        | C      |
| Emster Gewässer von Straßenbrücke Lehnin mit Klostersee bis Straßenbrücke Nahmitz                    | 15,670 | 12,780 | D      |
| Fehrbelliner Wasserstraße                                                                            |        |        | C      |
| Galluner Kanal bis Motzener See                                                                      |        |        | C      |
| Gnevsdorfer Vorfluter                                                                                |        |        | B      |
| Gülper Havel                                                                                         |        |        |        |
| Karthane                                                                                             |        |        | A      |
| Lausitzer Neiße                                                                                      |        |        | D      |
| Nottekanal mit Mellensee                                                                             |        |        | C      |
| Nuthe                                                                                                |        |        | C      |
| Rottstielfließ mit Tornowsee                                                                         |        |        | B      |
| Ruppiner Kanal                                                                                       |        |        | B      |
| Ruppiner Wasserstraße bis Schleuse Altfriesack                                                       |        |        | B      |
| Ruppiner Wasserstraße mit Gudelacksee, Möllensee, Zermützelsee, Tietzensee, Molchowsee, Ruppiner See |        |        | B+10cm |
| Ruppiner Wasserstraße nur Vielitzsee                                                                 |        |        | B      |
| Sportboothafen Bälower Haken                                                                         |        |        | C      |
| Sportboothafen Cumlosen                                                                              |        |        | C-40cm |
| Sportboothafen Lenzen                                                                                |        |        | A      |

### Klassen
| Klasse | Bezeichnung              | max. Länge (m) | max. Breite (m) | max. Tiefgang (m) | max. Höhe über WS (m) |
| ------ | ------------------------ | -------------- | --------------- | ----------------- | --------------------- |
| A      | Finowmaß, Fahrgastschiff | 40,20          | 5,10            | 1,30              | 3,60                  |
| B      | Segelyacht, Motoryacht   | 25,00          | 4,50            | 1,10              | 3,30                  |
| C      | Motorkreuzer, Segelboot  | 8,00           | 3,20            | 0,90              | 2,80                  |
| D      | Sportboot                | 4,70           | 1,90            | 0,30              | 1,30                  |